# San Mateo Acuitlapilco
San Mateo Acuitlapilco är en ort i Mexiko, tillhörande kommunen Nextlalpan i delstaten Mexiko. San Mateo Acuitlapilco ligger i den centrala delen av landet och tillhör Mexico Citys storstadsområde. Orten hade 2 237 invånare vid folkmätningen 2010. 2020 hade antalet invånare ökat till 2 632.